# 홍시주
홍시주(洪時疇, 1636년 9월 3일 - 1707년 11월 24일)는 조선 후기의 무신이다. 본관은 남양 (토홍), 자(字)는 서중(余+又仲)이다. 무과에 급제하여 최종 관직은 가의대부(嘉義大夫) 오위도총부부총관 원임평안도병마절도사에 이르렀고, 1694년(숙종 20년)에는 도적 장길산 체포 작전에 참여하였다. 발해고의 저자 실학자 유득공, 여항 시인 문무자 이옥의 외증조부였다.
1675년(숙종 1) 오위도총부 부사정으로 비변사 낭청에 임명되었다가 해임통지 보고가 늦었다 하여 허적의 탄핵을 받고 면직되었다. 그해 사헌부장령을 거쳐 전라도 우후에 임명되었다가 모친이 고령임을 들어 사직하였다. 이후 옥강만호, 수안군수를 역임했다. 1680년 호군, 1683년 평해군수, 1686년 경기도 광주의 성곽을 수축하는데 참여하였다. 그 해 부사직, 부호군을 거쳐 별장(別將)이 되었다가 곡산부사로 발령되었다. 1690년 경상우병사, 1692년 평안도병마절도사 겸 수군절도사를 역임했다. 1693년(숙종 28년) 아들 홍이하가 언문으로 서인 대신들을 조롱했다 하여 거듭 탄핵받고 면직, 내직으로 돌아와 비변사와 경연에 참여하였다. 1698년 파주목사, 1700년(숙종 26) 함경남도병마절도사, 1705년 황해우후, 황해도병마절도사, 1706년 가의대부 부호군, 금위영 중군을 거쳐 1707년 통진부사로 부임하였다가 고령을 이유로 면직되었다.
무신이자 군인이었으나, 부총관 재직 중 윤휴의 사당을 세울 것을 주장하고, 율곡 이이와 우계 성혼을 성균관 문묘에서 추방할 것을 주장했다가 서인의 공격을 받고 파직당하기도 했다. 평안도병마절도사 당시에는 그의 아들 홍이연이 언문으로 당대의 서인 고관들을 조롱하는 노래를 지어 화제가 되기도 했다. 다른 아들 홍이연은 무과에 두 번 급제하기도 했다. 경기도 화성 마도면 출신.

## 생애

### 생애 초반
1636년 9월 3일 경기도 남양군(현, 화성시 남양면) 마도면 백곡리에서 태어났으며, 이조참의를 지낸 홍한의 후손으로 별좌를 지낸 홍윤조의 5대손이다. 증조부는 홍석신(洪碩臣)으로 할아버지는 홍유(洪柔)이고, 무과에 급제하여 군수, 길주목사, 방어사(防禦使)를 지낸 홍우익(洪宇翼)의 둘째 아들이고, 어머니는 서하임씨(西河任氏)로, 현감 임진(任鎭)의 딸이다.
아버지 홍우익은 무과에 급제하여 선전관을 거쳐 벽동군수가 되었다가 남양의 감나무밭을 이조판서 이경증에게 뇌물로 바쳤다가 사간원대사간 홍무적(洪茂績)에게 발각되어 논란이 되기도 했다. 이후 길주목사, 삭주부사, 경원부사를 지으며 경원부사 재직 시 선정을 베풀어 암행어사의 장계로 숙마를 하사받고 가자되었다. 할아버지 홍유와 증조할아버지 홍석신은 모두 무과에 급제했으나 할아버지 홍유는 선전관에 그쳤고, 증조 홍석신은 무겸 선전관에 그쳤다. 당대의 재상 만전당 홍가신, 부제학 홍경신 등은 그의 재종증조부였고, 남인 당원으로 청남 중진 문신인 홍우원은 그의 9촌 아저씨뻘 되는 친척이었다. 그의 친족인 홍담(洪湛)은 첨사를 역임하고 있었다.
수안군판관(遂安郡判官)으로 관직을 시작, 1672년(현종 13) 9월 21일 부사과(副司果)가 되고 1674년 인선왕후 사망 시 산릉도감의 부장(部將)으로 참여하여 그해 6월 29일 현종으로부터 상으로 비장(邊將)으로 승진했다. 그 해 현종이 갑자기 서거하여 현종의 국상 시에는 각 소를 지키는 영설부장(領役部將)으로 국장에 참여하여, 1675년(숙종 1) 1월 1일부로 변장(邊將)으로 승진하였다.

### 관직 생활
1675년(숙종 1) 1월 오위도총부 부사정(都摠府副司正)으로 비변사낭청에 임명되었다. 1월 28일 의주부윤과 평안감사의 장계가 해당 직에서 파직된 뒤에 조정에 들어오자, 칙사의 일에 태만했다는 이유로 비변사낭청 허적(許積)의 탄핵을 받아 비변사입직낭청에서 파면되었다. 1675년 7월 사헌부장령이 되었다가 7월 27일 도총 경력(都摠經歷)을 거쳐 그해 11월 11일 무과 참시관(武科參試官)에 차출되었다. 1675년(숙종 1) 12월 13일 전라도병영 우후(全羅道兵營虞候)에 임명되었으나 1676년(숙종 2) 1월 8일 모친이 75세의 고령임을 들어 병조에 사직을 청하여 허용되었다. 같은 날 옥강만호(玉江萬戶)에 임명되었으며 2월 6일 숙종으로부터 궁시(弓矢)를 하사받았다. 그해 2월 19일 수안군수(遂安郡守)로 임명되고, 바로 말을 주어 당일 부임하였다.
임기 만료 후 1680년(숙종 16년) 1월 호군(護軍)이 되고, 1681년 12월 17일 부호군(副護軍), 1683년(숙종 9년) 9월 3일 평해군수(平海郡守)로 임명되어 9월 26일 부임하였다가 1686년(숙종 12) 2월 18일 부사직으로 전직되어 돌아왔다. 그해 1월 24일 형조에서 인재를 추천할 때 관찰사와 절도사 적임자로 천거되었다. 1686년(숙종 12년) 2월 18일 부사직(副司直)이 되고, 3월 13일 부호군, 그 해 봄부터 같은 해 6월까지 별장(別將)으로 경기도 광주군의 성곽 보진(堡鎭) 축성에 참여하고 돌아왔다. 그 해 9월 20일 광주의 성곽 축성에 참여한 공로로 숙종이 특별히 가자시켰고, 병조와 김두명(金斗明) 등이 논상이 지나치다고 계를 올렸지만 숙종이 듣지 않았다. 1686년(숙종 12년) 10월 2일 부호군이 되었다가 10월 15일 곡산부사(谷山府使)로 임명, 10월 17일 사은숙배 후 부임하였다. 1689년 1월 10일 부호군으로 전직되어 돌아왔고, 1690년 2월 별장을 역임했다. 이때 2월 16일 입직(入直)한 병졸들이 해당 주장(主將)에게 보고하지 않고 제멋대로 근무를 교대하는 문제로 희정당(熙政堂)에서 나문당하였다.

### 평안도병마절도사 재직
1690년(숙종 16년) 4월 가선(嘉善)이 되고, 용양위부호군(龍驤衛副護軍)이 되었다. 1690년(숙종 16년) 10월 28일 비변사로부터 병마절도사, 수군절도사의 적임자로 천거되었다. 1690년(숙종 16년) 11월 22일 경상우도병마절도사(慶尙右道兵馬節度使)가 되어 바로 부임했다가, 1692년(숙종 18년) 1월 8일 비변사의 천거로 평안도병마절도사 겸 수군절도사로 임명, 부임하였다. 2월 8일 황해병사(黃海兵使)로 임명되었다가 당일 취소되어 평안도병마사로 유임되었다. 평안도 병마절도사 겸 수군절도사 재직 중 강계군에 표류한 청나라 사람을 발견하여 그의 부상을 치료하고 요양시켰다. 이 청나라 사람은 계속 평안도병영에서 요양하다가, 그가 평안병사에서 해임된 뒤에 다시 청나라로 돌아갔다.
1692년 12월 아들 홍이하(洪以夏)가 언어(諺語)로 노래를 지어 서인 관료들을 비웃었고, 이는 평안도 서관(西關) 기악(妓樂)의 새 곡조가 되었다. 그해 사헌부에서 홍이하가 언문으로 노래를 지어 서인 관료들을 풍자했다는 이유로 그의 파직과 사판삭제를 청하였지만 숙종이 듣지 않았다. 사헌부에서는 그를 '본디 무식한 무부로 행신이 비루하고 거칠며, 처사가 광폭하고 미혹하다. 근년에 남곤(南閫)으로 부임했지만 완고하고 이미 세상물정과 불협하다. 이런 사람을 서변에 초탁하였으니 의외의 인사이다. 중의가 오랫동안 헛소리를 한다고 하더라.(本以無識武夫, 行身鄙悖, 處事顚狂, 頃年南閫之拜, 固已不愜物情, 而西藩超擢, 又出意外, 衆議之喧騰久矣)'고 하였다. 그러나 숙종이 듣지 않았고, 결국 거듭된 탄핵과 사판삭제 청을 올렸다.
1693년(숙종 19년) 1월 2일부터 1월 5일까지 사헌부에서 그를 나문정죄할 것을 청하는 상소를 올렸으나 왕이 거절하였다. 1693년(숙종 19년) 1월 5일 왕명으로 평안병사에서 파직되었다. 1월 7일에 사헌부에서 다시 그를 나문정죄할 것을 청하자 숙종이 언급하지 말 것을 지시한다. 내직으로 돌아온 뒤에는 무신으로 비변사당상과 경연특진관으로 비변사 회의와 경연주강에 참석하였다. 그해 4월 무신경연관으로 자신이 평안병사 재직 시 평안도병영에 곡식이 부족한 것을 상소하고, 평안병영 본영 인근 지역의 환상곡으로 일단 충원해줄 것을 상소하였다.

### 무관 활동 및 경연관 활동
1693년 7월 25일 알성무과(謁聖武科) 초시(初試)의 2시험소 시관(試官), 8월 11일 무과 전시 참시관(武科殿試參試官)이 되었다. 그 해 8월 25일 부총관, 9월 13일 호군으로 임명된 뒤 가의대부(嘉義大夫) 로 가자되고 그해 10월 다시 오위도총부 부총관에 임명되었으며, 10월 4일 금군별장의 표신(標信)없이 모화관을 출입하다가 오위도총부의 지적을 받기도 했다. 1694년(숙종 20년)에도 무신으로 경연관을 겸하여 경연에 참석했고, 그 해 부호군, 부총관 등을 역임했다.
1694년(숙종 20년) 7월 4일 장길산의 일당으로 체포되어 이송된 자들 중, 철원의 토포군관(討捕軍官) 문옥선(文玉善), 어영청 홍명갑(洪命甲) 등이 차응적을 놓친 뒤에 평안병영 군사들을 지원받아 현충립(玄忠立), 김원선(金元善), 김승일(金承一), 김막립(金莫立) 등 4명을 체포하고, 평안도병영의 군관 김시엽(金時燁)이 김명립(金命立), 김응식(金應植), 김수립(金守立), 김선(金先), 박부로대(朴夫老大), 박둔금(朴屯金), 박개손(朴介孫), 박검석(朴檢石), 강신백(姜信白) 등을 체포하자, 그들의 말만 믿고 압송했다는 이유로 논계되기도 했다.
1694년(숙종 20년) 오위도총부 부총관(副總管)으로 재직 중 율곡 이이(李珥)와 우계 성혼(成渾)을 성균관 문묘 배향에서 출향(黜享)을 주장하였고, 백호 윤휴(尹鑴)의 사당을 세울 것을 건의하였다.
| “ | 부총관 홍시주는 외람되고 간활하며 욕심이 많고 비루하여 권문(權門)에 이(虱)처럼 붙어서 군간(群奸)들이 국정을 잡았을 적에 그 두 자식을 시켜 맨먼저 양현(兩賢)의 출향(黜享)을 주장하였고, 또 역적 윤휴(尹鑴)의 사당을 세울 것을 주장하고 나섰으니, 청컨대 파직하고 서용(敍用)하지 마소서. 副摠管洪時疇, 濫猾貪鄙, 蝨附權門, 當群奸秉國, 使其兩子, 首倡兩賢黜享之論。 又主鑴賊立祠之議, 請罷職不敍 | ” |

이이, 성혼의 추방과 윤휴 사당을 건의했다는 이유로 서인 당원인 사간원헌납 윤성교(尹誠敎), 사간원정언 이정겸(李廷謙) 등으로부터 욕심많고 야비하다는 공격을 받고 파직당했다. 1694년(숙종 20년) 음력 윤5월 21일 그의 아들 홍이하(洪以夏)가 백호 윤휴의 사당을 세울 것을 주장했다는 이유로 서인(西人)들이 파직상소를 올려 결국 그날 면직되었다. 그러나 그해 12월 1일 직첩을 돌려받고 호군으로 복귀하였다.
1697년(숙종 23년) 4월 10일 서인 당원 사헌부장령 윤중무(柳重茂), 이동암(李東馣) 등이 전의 일을 언급하며 그의 사판삭제를 청했으나 숙종이 거절하였다. 이후 이 해 4월 12일부터 4월 16일까지 윤중무 등이 계속 그를 사판에서 삭제할 것을 청하였으나 숙종이 모두 거절하였다. 그 해 9월 무신으로 경연관이 되어 경연에 입시하였고, 9월 19일에는 중시 무과(重試 武科)와 무과 초시(初試)의 시관(試官)을 선발할 때 무과 초시 2소의 시험관으로 선발되었고, 10월 7일에는 모화관에서 열린 무과 전시(殿試)의 참시관(參試官)으로 시험을 감독하였다.
1698년(숙종 24년) 다시 무신으로 경연관을 겸직하여 경연에 입시하였고, 그해 12월 10일 파주목사(坡州牧使)에 임명되었다가 이듬해 6월 백성이 굶주린데도 돌보지 않았다는 이유로 사헌부에서 논계했지만 숙종이 거절하였다. 6월 4일 사헌부에서 변방의 잔읍인데 수령으로서 이를 돌보지 않았다며 그를 탄핵했지만 숙종이 듣지 않자, 계속 논계하였으나 숙종이 거절하였다. 그해 7월 5일 사헌부에서, 그가 파주목사로 재직하면서 자기 아들의 과거 급제를 축하하는 잔치를 열고, 백성들을 동원해서 일을 시킨다음에 보내주었다며 나인(拿囚)과 조사를 청하여 왕이 허락하였다. 1699년(숙종 25년) 7월 15일 파면되어 의금부에서 조사받았으나 무죄로 판결되었다. 7월 16일 그가 아들의 과거 급제 축하잔치에 백성을 동원하지는 않은 것으로 밝혀지면서 석방되었다. 이때 논계한 사헌부와 사간원의 관원들 중, 사헌부집의 유명웅(兪命雄)만이 스스로 책임을 지고 인책사직을 청하였지만 숙종이 허락하지 않아 유임된다. 1699년 12월 1일 직첩을 되돌려받았다.

### 남병사, 경상좌수사, 황해우후, 황해병사 재직
1699년(숙종 25년) 7월 중군(中軍)으로 승진한 이행익(李行益)을 대신해 마병군별장(馬兵左別將)이 되었다. 1700년(숙종 26) 9월 2일 부총관에 임명되고 같은 날 부호군에 임명되었다. 바로 그해 10월 함경남도병마절도사가 되었다. 1705년 1월 경상좌도수군절도사에 임명되었으며, 부임하면서 금정산성(金井山城) 축성의 가부 여부를 확인하라는 명을 받았다. 그는 부임 직후 금정산성을 둘러본 뒤 '남북 두 성은 넓어 지키기 어려우니 중성(中城)을 쌓아야 하며 고모봉(姑母峰)에서 포를 쏘면 중성 1백 여보를 지나간다.'고 보고하였다.
1701년(숙종 27년) 2월 함경도(咸鏡道)에서 불법으로 국경지를 넘어 만주로 월경(越境)하거나 월경하고 되돌아오는 일이 발생하고 3명이 현장에서 적발, 월경자들을 붙잡지 않았다고 이조참판 이인엽(李寅燁)의 탄핵을 받고 추고되었다. 이 해 3월 20일 다시 숙종이 지방관들을 불러 인견할 때, 공사(公事)를 제대로 거행하지 않았다는 이유로 추고받았다. 1704년 5월 20일 금군별장(禁軍別將)에 임명되어 내직으로 돌아왔다. 1704년(숙종 30년) 8월 18일 무과의 시험감독관으로 선정되어, 패초명령을 받았으나 병으로 불참하였다. 8월 28일 패초하고 오지 않았다는 이유로 참찬관 황일하(黃一夏)의 탄핵을 받고 파직되었다가 그해 12월 1일 호군으로 복직하였다.
1705년(숙종 31년) 1월 6일 경상좌도수군절도사로 부임하였고, 그해 6월 16일 지방관 근무실적 보고인 전최(殿最)를 엄격하게 처리하지 않았다는 이유로 승정원의 계로, 추고받았다. 1705년 7월 28일 황해우후(黃海虞候)에 임명되었다가 11월 26일 황해도병마절도사(黃海道兵馬節度使) 로 임명되었다. 이 해 12월 19일 사헌부에서 그를 윗전에 올때 교자를 타고오는 것이 꺼리낌이 없다며, 말을 타고 올 수도 있지 않았느냐며 말을 좋아하지 않는지 꾸짖어야 되고, 형장을 가해야 된다.(移差上來之時, 皆偃然乘轎, 略無忌憚, 或責立數外之馬, 或怒其轎馬之不好, 恣行刑杖), 혼자서 탈 수도 있는데 번거로운 것인지 병은 아닌지, 나이가 안쪽이라 화로 가는 길인지 직접 보아야겠다. 이것으로 그칠지 또 다르게 행동할지 한심함이 막차위심하다.(移差上來之時, 皆偃然乘轎, 略無忌憚, 或責立數外之馬, 或怒其轎馬之不好, 恣行刑杖。一人偶乘, 則或可諉以病故, 而旬日之內, 一路所過去, 臣之目見而耳聞者, 多至三人。以此推之, 他路可知, 事之寒心, 莫此爲甚)며 파직하도 다시는 서용하지 말 것을 상소하여 왕이 의계를 허용하였다.

### 생애 후반
1706년(숙종 32년) 6월 1일 직첩을 돌려받고 바로 6월 4일 부호군이 되었다가 그해 7월 19일 사촌 홍만함(洪萬涵)의 처 정씨(鄭氏)의 사망으로 복제에 의해 4일간 체직되었다가 23일 복직하였으며 8월 가의대부 부호군(嘉義大夫 副護軍)이 되고, 8월 3일 부총관이 되었다가 중병으로 체직되었다. 이 해에 금위영중군(中軍)이 되었다가 몸에 병이 발병하여, 1706년 11월 24일 금위영 중군에서 신병으로 사퇴하였다. 이듬해 1월 다시 중군이 되었다가 1월 25일 병으로 체직되었다.
1707년(숙종 33년) 3월 22일 통진부사(通津府使)에 임명되어 부임하였으나 그해 11월 6일 나이가 많고 쇠약하여 지방관으로서의 직무를 제대로 수행하기 어렵다는 이유로 사헌부의 논계를 받고 11월 7일 파직되었다. 오위도총부부총관에 임명되어 임지에서 한성부 사제으로 돌아온 직후인 1707년(숙종 33년) 11월 24일 사망하였다.

### 사후
숙종이 부의를 내리고 승지를 보내 사제(賜祭)하였다. 시신은 1708년(숙종 39년) 1월 경기도 화성시 마도면 백곡리 백곡리토성 근처로 운구되어 매장되었다. 토성 인근에는 그의 아들 홍이연의 묘소도 있다. 묘비문은 남인 당원 송곡 이서우(李瑞雨)가 썼다. 이서우는 그가 죽자 만장을 지어 보냈는데, 그의 아들 홍이부와 사위 이정양이 이서우를 찾아가 묘갈명을 청하였고, 이서우는 흔쾌히 지어주었다.
사후 증직으로 증 병조참판에 추증되었다가 다시 증 병조판서에 추증되었다.

## 작품
- 홍한 묘비문(1691년 9월 17일)

## 가족 관계
- 할아버지 : 홍유(洪柔, 1583년 - 1646년)
  - 백부 : 홍우규(洪宇奎)
- 아버지 : 홍우익(洪宇翼, 1609년 - 1670년)
- 어머니 : 서하임씨(西河任氏, 1601년 - ?)
  - 형 : 홍시형(洪時亨), 홍우벽(洪宇壁)의 양자로 출계
  - 형 : 홍시범(洪時範)
- 계모 : 양천허씨
  - 이복 동생 : 홍시구(洪時龜, 1657년 ~ 1705년 ~ 5월 14일)
- 부인 : 전주이씨(全州李氏)
  - 아들 : 홍이곤(洪夏昆), 요절
  - 아들 : 홍이하(洪以夏), 무과에 급제하여 선전관이 되었지만 요절했다.
    - 양 손자 : 홍중함(洪重涵), 사촌형의 아들을 사후 양자로 삼음

  - 아들 : 홍이징(洪以徵, 1667년 ~ ?)
  - 아들 : 홍이부(洪以溥, 1669년 ~ ?)
  - 딸 : 남양홍씨
  - 사위 : 이정양(李廷揚)
- 부인 : 해주최씨(1656년 - 1717년 10월 7일)
  - 딸 : 남양홍씨
  - 사위 : 최도흥(崔道興), 업유(業儒)
  - 아들 : 홍이석(洪以錫)
  - 아들 : 홍이연(洪以淵)
  - 며느리 : 의령남씨
  - 아들 : 홍이재(洪以載) 또는 홍이덕(洪以德)
- 부인 : 이름 미상
  - 아들 : 홍이준(洪以濬)

## 기타
그의 아들 홍이연(洪以淵)은 통덕랑(通德郞)으로 재직 중 1723년(경종 3년) 별시무과(別試武科)에 급제하고, 1725년(영조 1년) 다시 정시무과(庭試武科)에 급제하여 두번 무과에 급제하였다.
아들 홍이석의 외손자들이 실학자로 발해고의 저자이며 성호 이익의 문인인 유득공과 문무자 이옥이다.

## 같이 보기
| - 홍가신 - 홍언필 - 홍언박 - 윤휴 - 홍경신 - 홍섬 - 홍담 - 장길산 - 홍이석 | - 홍이연 - 유득공 - 이옥 - 홍우원 - 허목 - 이서우 - 안정복 - 홍이하 |

## 참고 자료
- 숙종실록
- 비변사등록
- 승정원일기
- 당후일록
- 송파집
- 촉영도선생안